# Waldhausen (Fisibach)

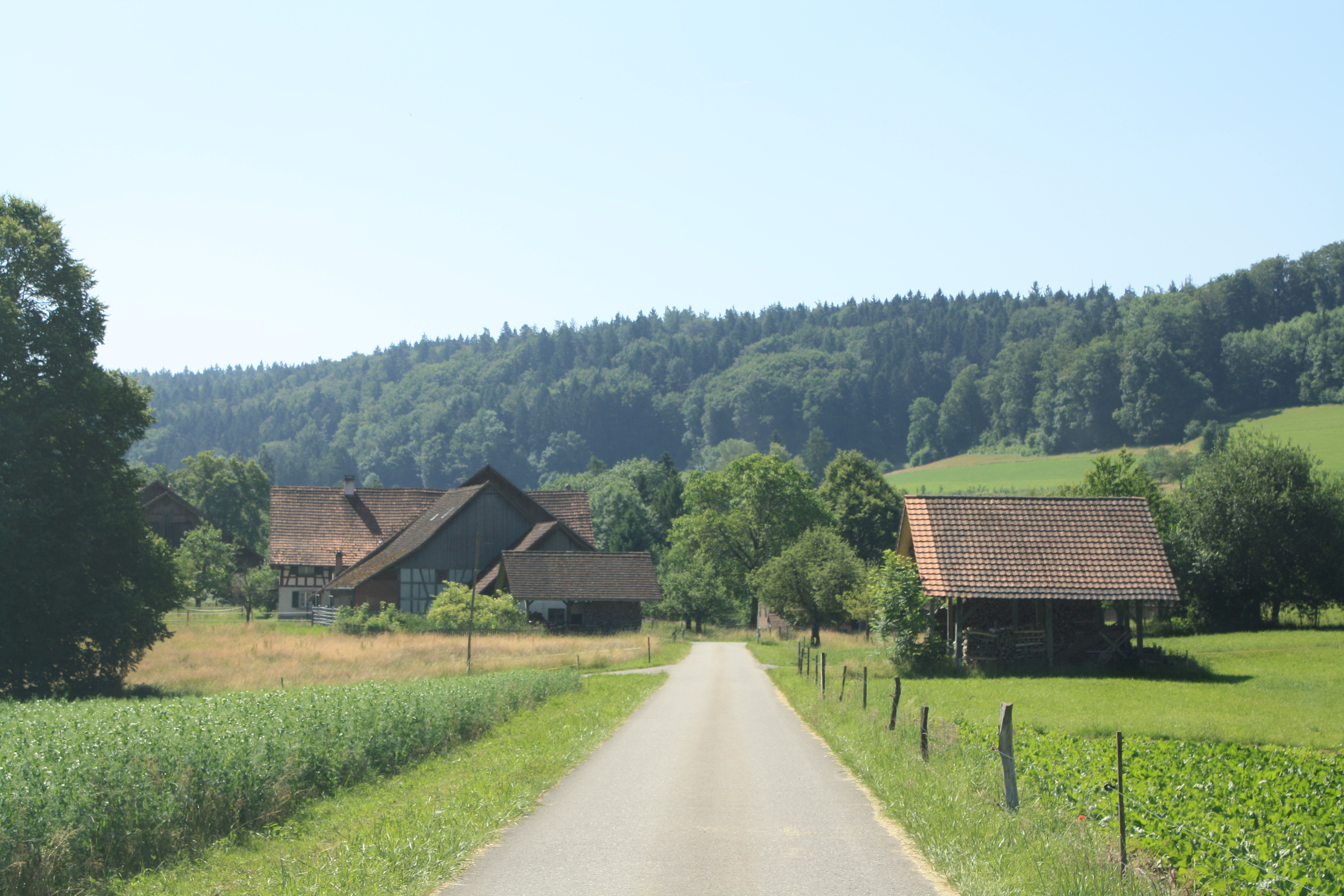
Waldhausen

Waldhausen ist ein zur Schweizer Gemeinde Fisibach (Kanton Aargau) gehörender Weiler. Er liegt auf einer Terrasse westlich der Strasse durchs Bachsertal zwischen Fisibach und Bachs auf (495 m ü. M.). Südlich des Weilers, der von der Landwirtschaft geprägt ist, verläuft die Kantonsgrenze zu Zürich. Dort findet sich auch der Burgplatz der ehemaligen Burg Waldhausen.